# Campanhã
Campanhã is de meest oostelijke freguesia in de Portugese gemeente Porto. De aangrenzende freguesias aan de westzijde zijn Bonfim en Paranhos. Aan de noord en oostzijde wordt Campanhã begrensd door de gemeente Gondomar en aan de zuidzijde door de Douro. Campanhã heeft een oppervlak van 8,13 km² en had in 2011 32.659 inwoners. Campanhã was tot 1836 een gemeente, sindsdien is het een freguesia van Porto. Het gebied ruwweg ten westen van de spoorlijn is een vallei. In dit vruchtbare gebied waren van oudsher tal van landgoederen.

## Bevolkingsverloop
| Bevolkingsverloop van de freguesia Campanhã | Bevolkingsverloop van de freguesia Campanhã | Bevolkingsverloop van de freguesia Campanhã | Bevolkingsverloop van de freguesia Campanhã | Bevolkingsverloop van de freguesia Campanhã | Bevolkingsverloop van de freguesia Campanhã | Bevolkingsverloop van de freguesia Campanhã | Bevolkingsverloop van de freguesia Campanhã | Bevolkingsverloop van de freguesia Campanhã | Bevolkingsverloop van de freguesia Campanhã | Bevolkingsverloop van de freguesia Campanhã | Bevolkingsverloop van de freguesia Campanhã | Bevolkingsverloop van de freguesia Campanhã | Bevolkingsverloop van de freguesia Campanhã | Bevolkingsverloop van de freguesia Campanhã |
| ------------------------------------------- | ------------------------------------------- | ------------------------------------------- | ------------------------------------------- | ------------------------------------------- | ------------------------------------------- | ------------------------------------------- | ------------------------------------------- | ------------------------------------------- | ------------------------------------------- | ------------------------------------------- | ------------------------------------------- | ------------------------------------------- | ------------------------------------------- | ------------------------------------------- |
| 1864                                        | 1878                                        | 1890                                        | 1900                                        | 1911                                        | 1920                                        | 1930                                        | 1940                                        | 1950                                        | 1960                                        | 1970                                        | 1981                                        | 1991                                        | 2001                                        | 2011                                        |
| 4 314                                       | 6 274                                       | 9 927                                       | 12 710                                      | 17 188                                      | 19 184                                      | 23 621                                      | 25 972                                      | 35 475                                      | 40 035                                      | 45 451                                      | 49 289                                      | 49 107                                      | 38 757                                      | 32 659                                      |

## Belangrijke gebouwen en bezienswaardigheden

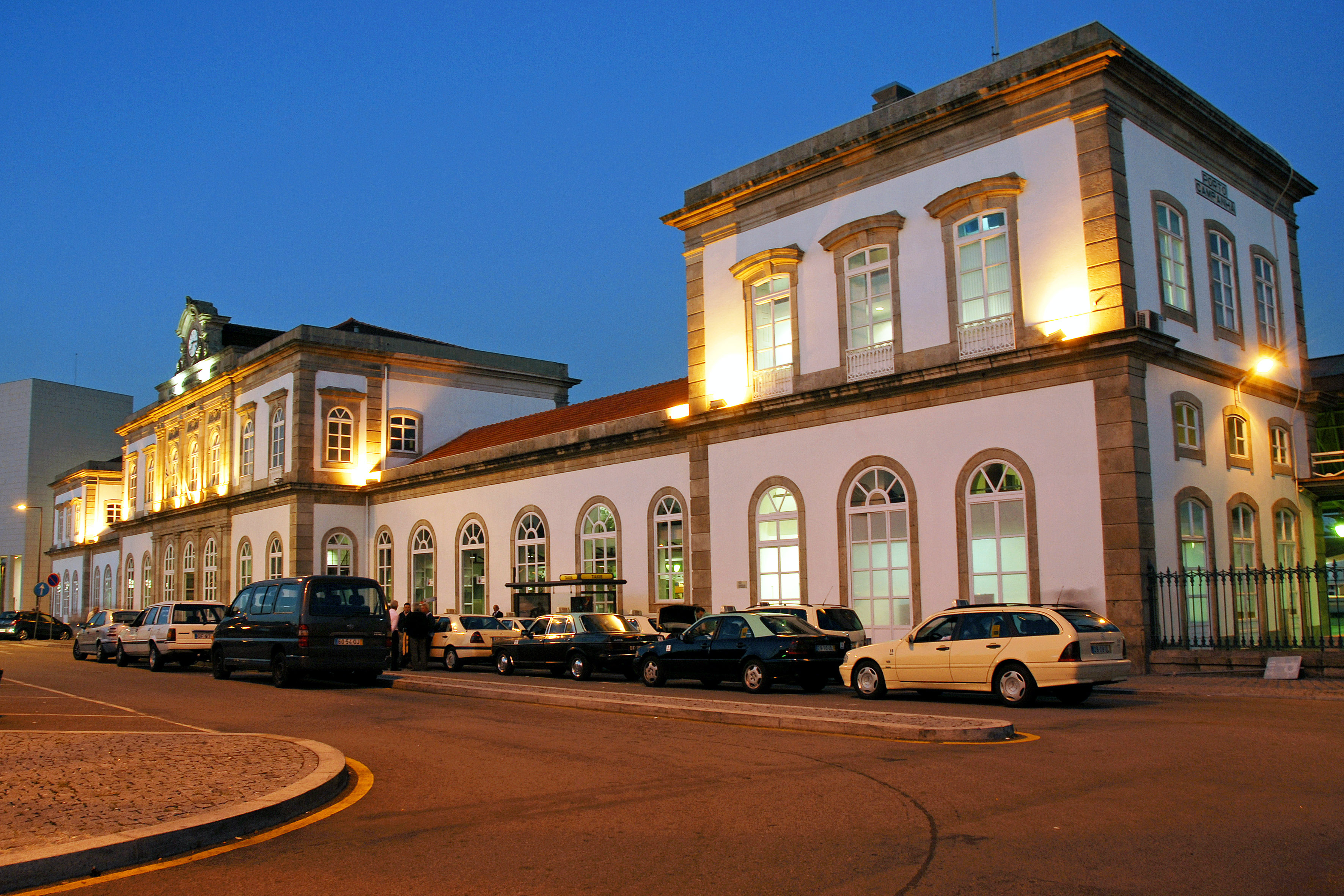
Station Campanhã

### Station Campanhã
Het station Campanhã is het belangrijkste van Porto en bevindt zich ruim 2 km ten oosten van het centrum. In 1875 werd de breedspoorlijn naar Nine en Braga geopend met als voorlopig eindpunt een hulpstation bij de Rua São Roque de Lameira. Twee jaar later was met de opening van de Ponte Maria Pia de verbinding in zuidelijke richting gereed en werd het station Campanhã in gebruik genomen voor zowel de lijnen naar het noorden en het zuiden. De ligging in het oostelijk deel van de stad was ongunstig, reden om een spoorlijn naar het centrum (Station São Bento) en een goederenspoorlijn naar de rivier (Alfândega Nova) aan te leggen.

### Igreja de Campanhã
De kerk van Campanhã werd oorspronkelijk gebouwd in 1714, maar in 1809, 1832 en 1834 diverse keren vernield bij plunderingen gedurende eerst de  Guerra Peninsular en daarna de Portugese burgeroorlog van 1828-1834. Hierna bleven de ruïnes geruime tijd ongebruikt. Omstreeks 1900 is de kerk hersteld en uitgebreid. De voorzijde en de rechterzijde van de klokkentoren zijn bekleed met azulejos.

### Palácio do Freixo
Het Palácio do Freixo staat aan de oostzijde van de stad aan de oever van de Douro. Het is gebouwd halverwege de 18e eeuw en ontworpen door Nasoni. Halverwege de 19e eeuw is naast het paleis een aardewerkfabriek gebouwd. Sinds 1910 is het paleis een nationaal monument. In 1986 is het complex aangekocht door de gemeente Porto. Het paleis in in de periode 2000-2003 gerestaureerd en wordt sinds 2009 gebruikt als pousada.

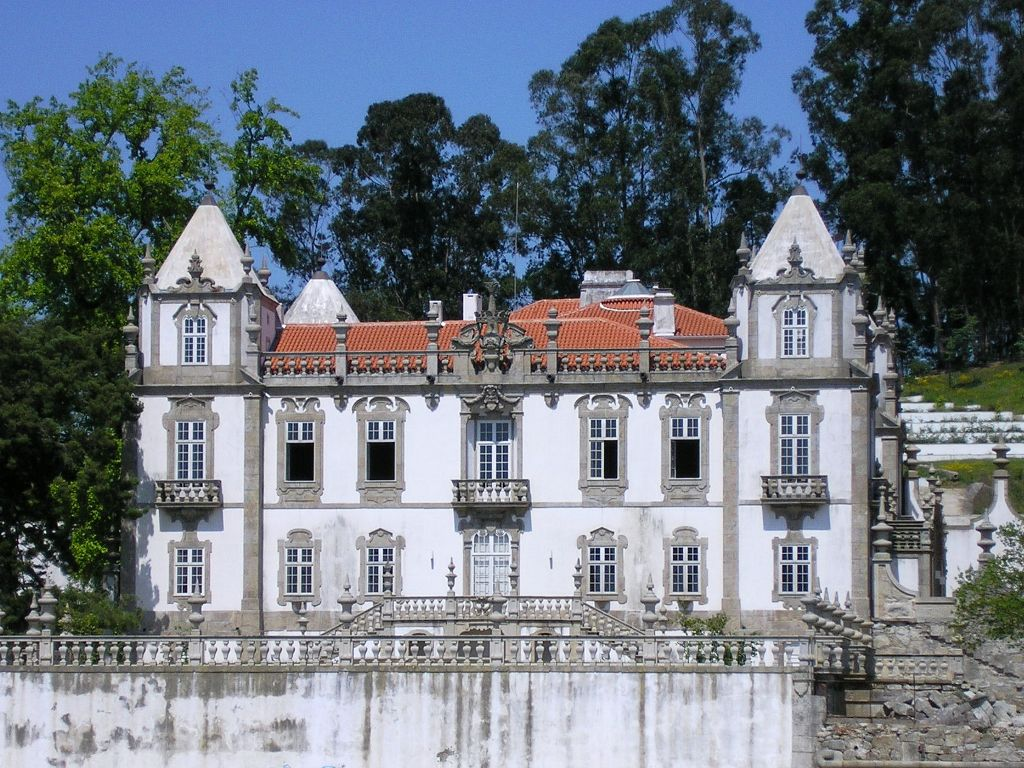
Palácio do Freixo
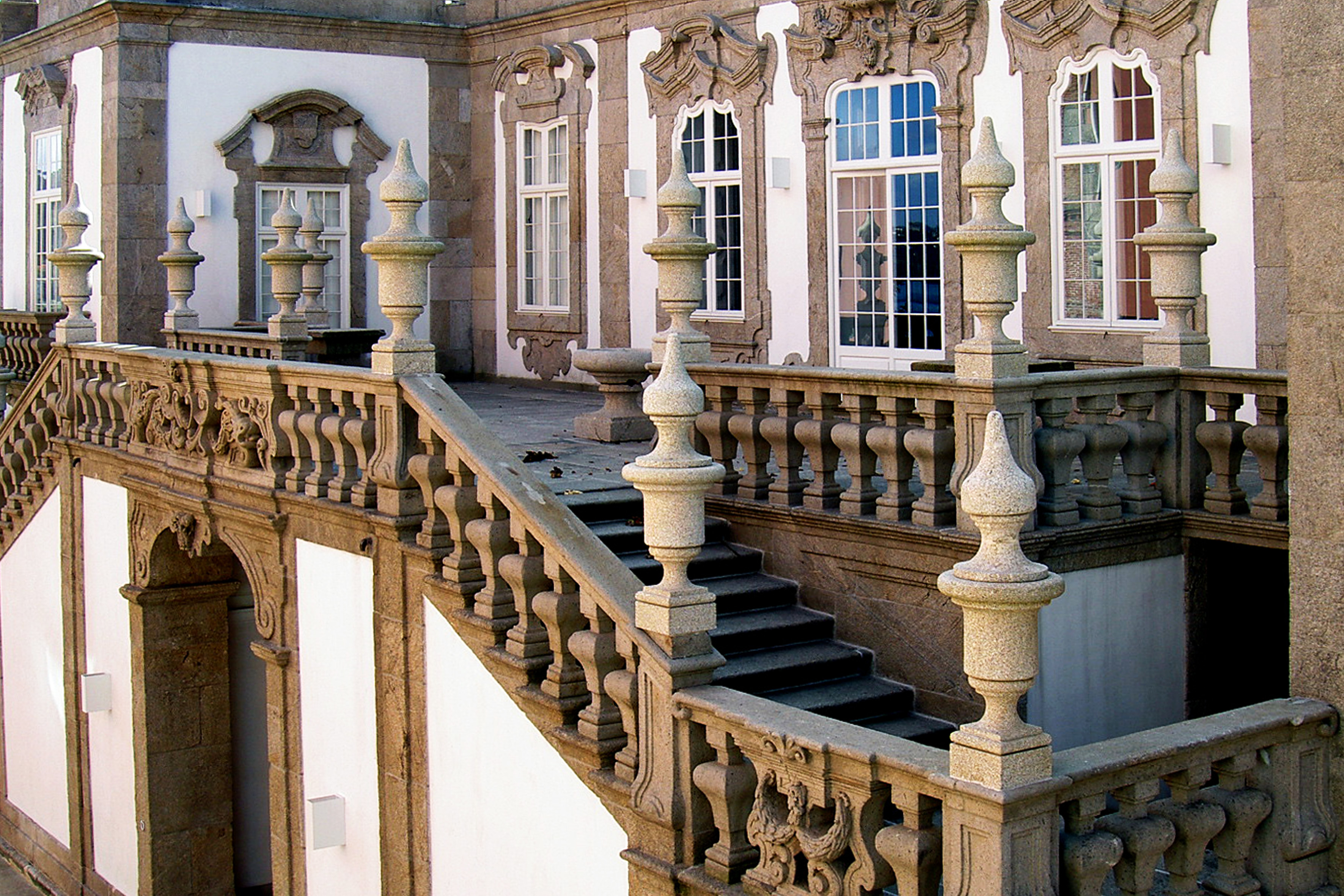
Palácio do Freixo
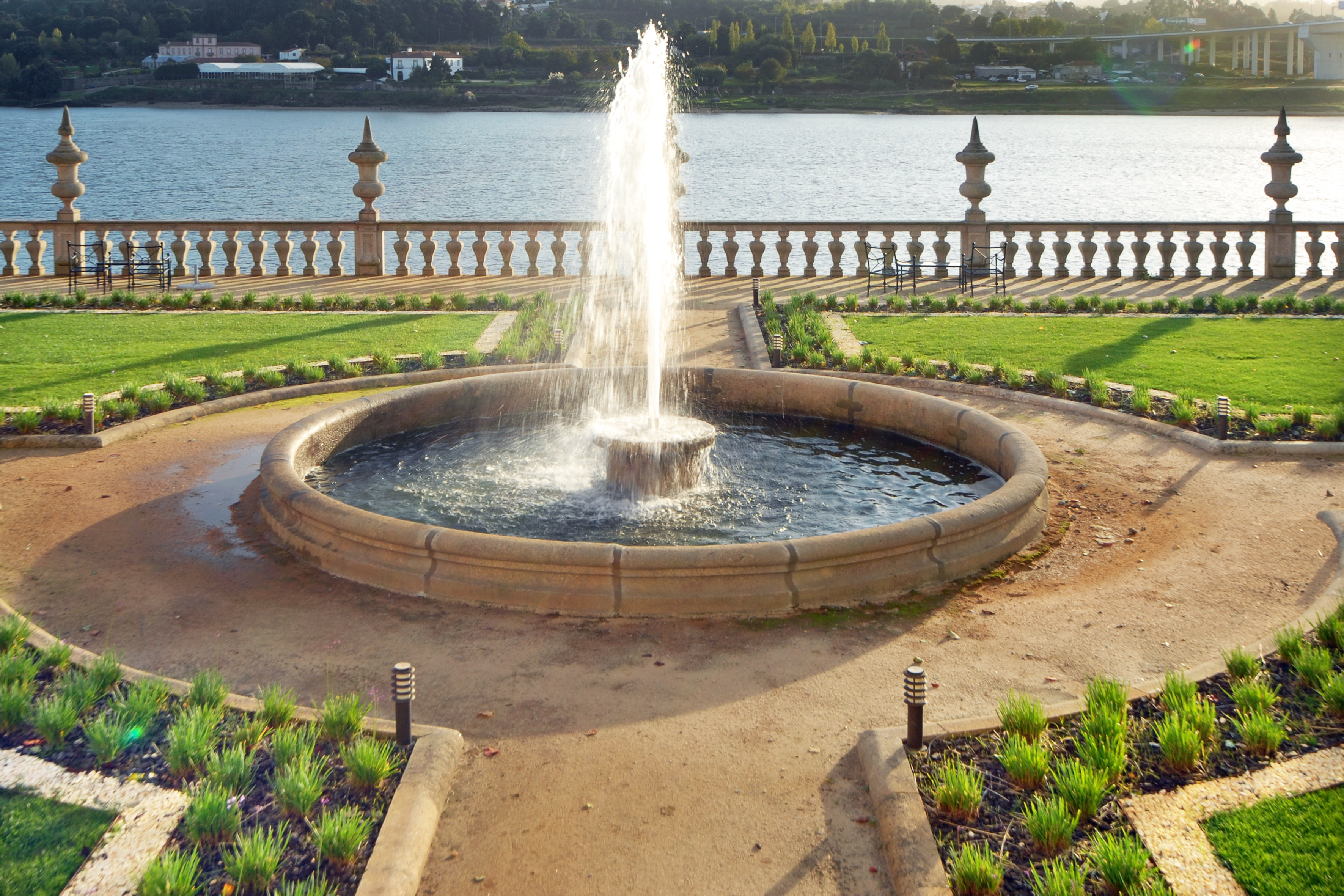
Palácio do Freixo - tuin met uitzicht over de Douro
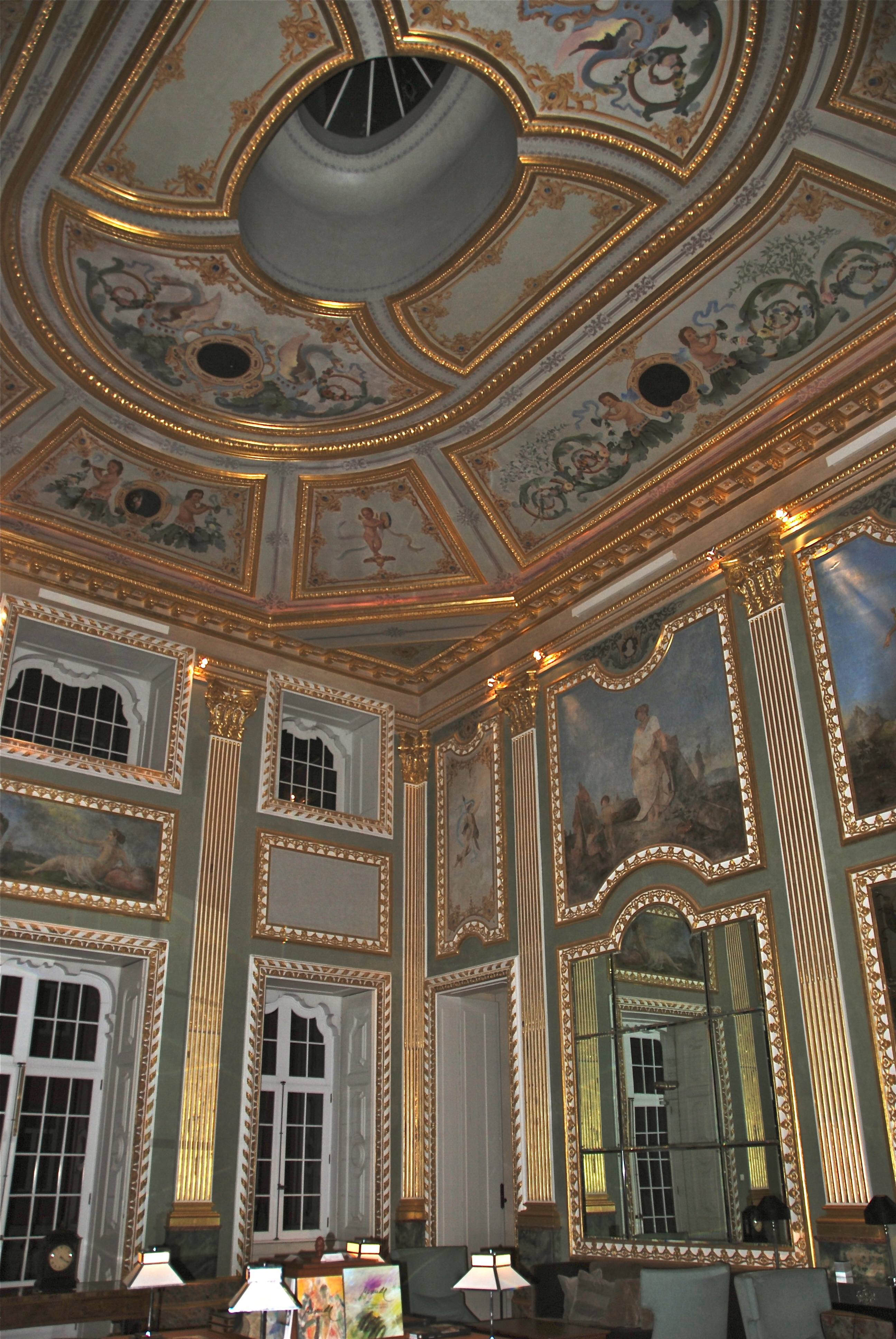
Palácio do Freixo - interieur
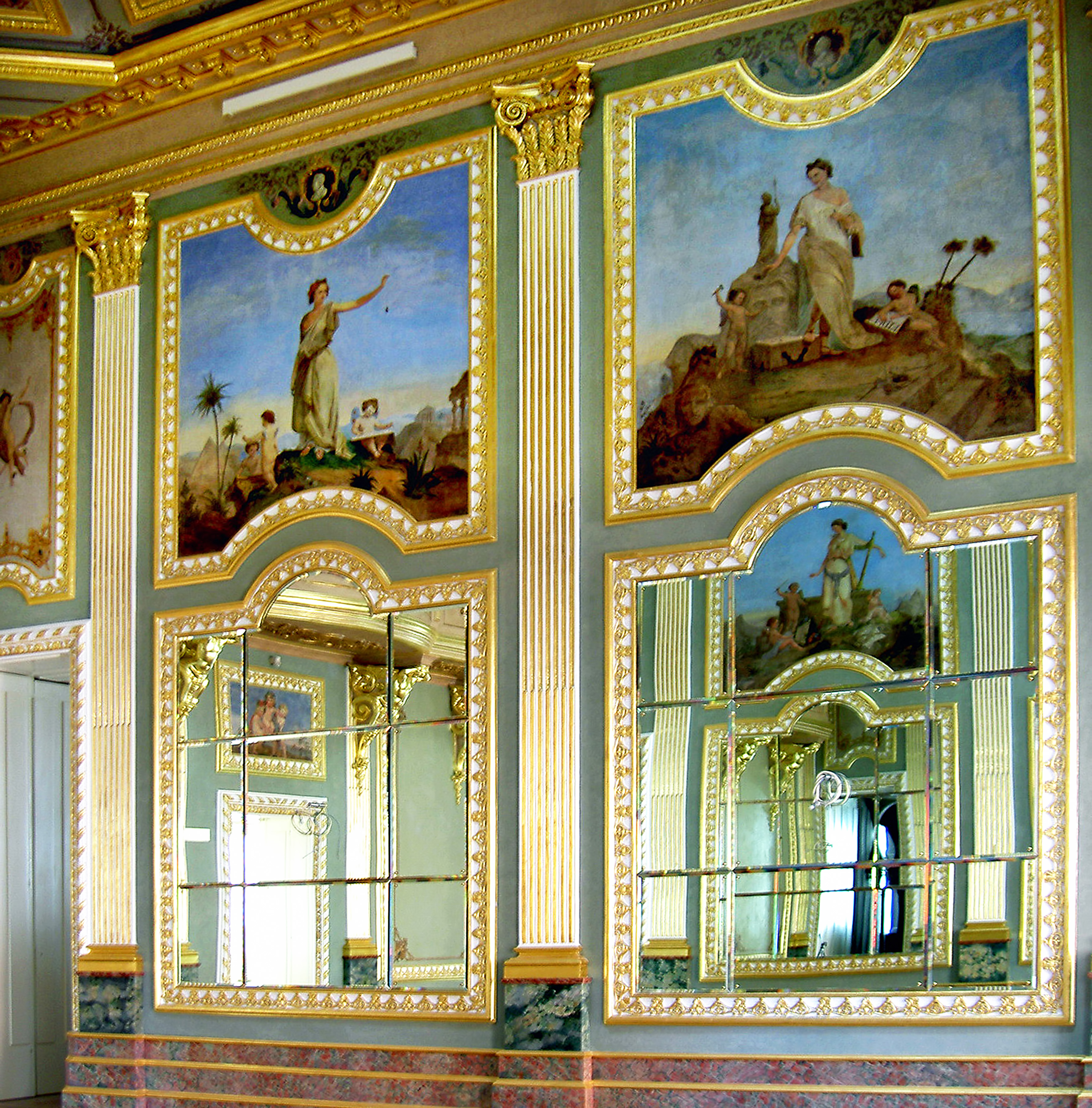
Palácio do Freixo - interieur
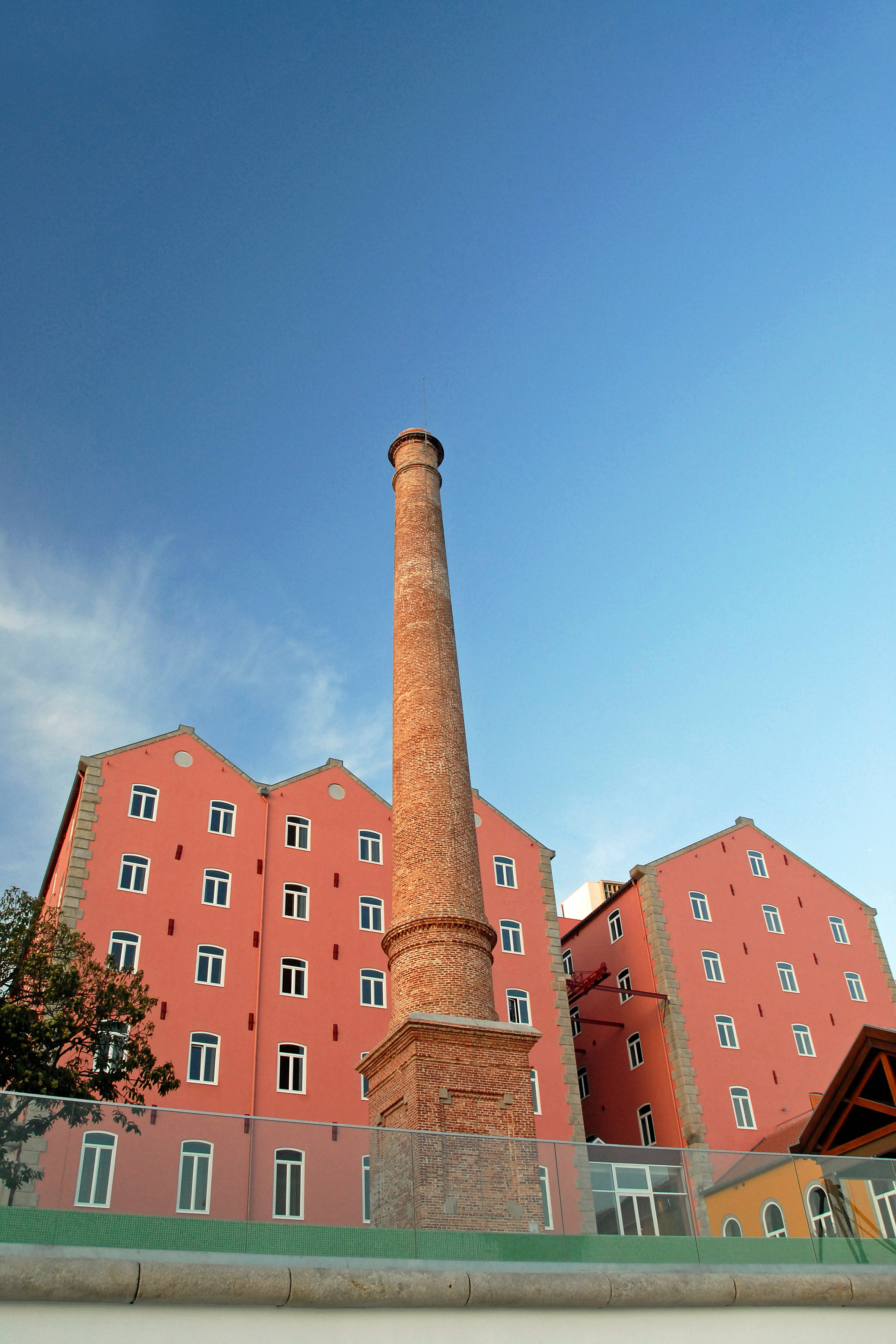
Voormalige aardewerkfabriek naast het Palácio do Freixo

### Estádio do Dragão
Het Estádio do Dragão (Drakenstadion) is het stadion van de voetbalclub FC Porto. Het is een van de stadions gebouwd in verband met het Europees kampioenschap voetbal mannen van 2004 en werd in gebruik genomen in november 2003. Het stadion heeft een capaciteit van ruim 50.000 zitplaaten en werd ontworpen door Manuel Salgado. De naam verwijst naar de draak in het wapen van FC Porto.

### Casa de Bonjóia
Dit paleis is gebouwd in 1759 en staat aan de Rua de Bonjóia in het oosten van de stad. De architect is onbekend maar is mogelijk Nasoni of een leerling van hem. De gemeente heeft het in 1995 aangekocht toen het in staat van ruïne was. Inmiddels is het geheel gerestaureerd. Sinds 2012 is het een nationaal monument.

### Quinta da Revolta
De Quinta da Revolta of Horto do Freixo is een landgoed stammend uit omstreeks 1700. Het landhuis diende als zomerhuis van de burggraven van Balsemão. Boven de toegangspoort is het wapen van de burggraven aangebracht.

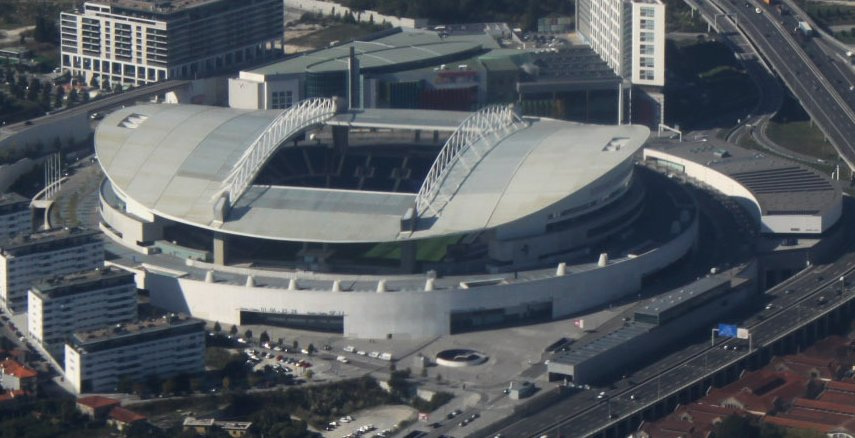
Estádio do Dragão
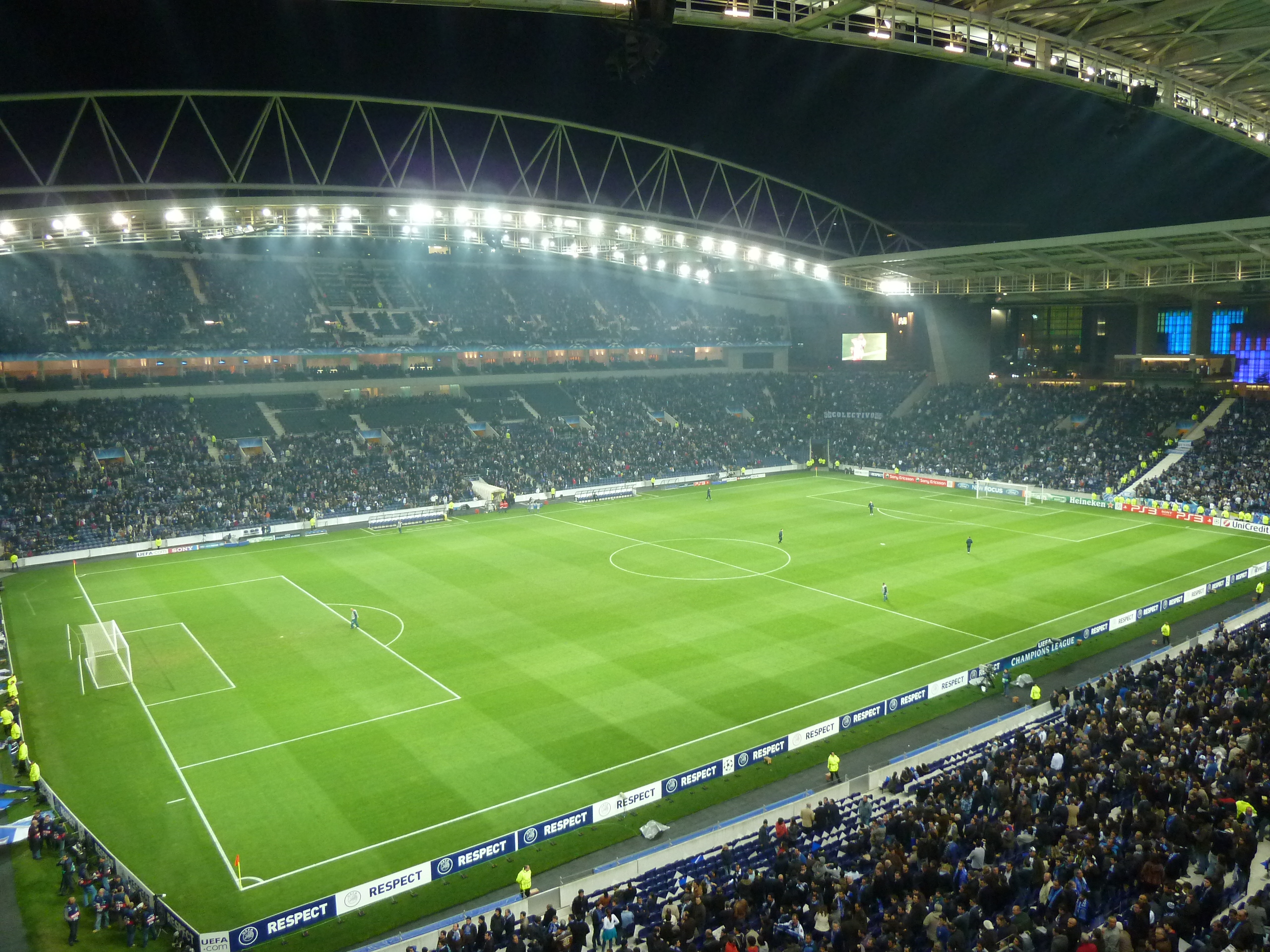
Estádio do Dragão
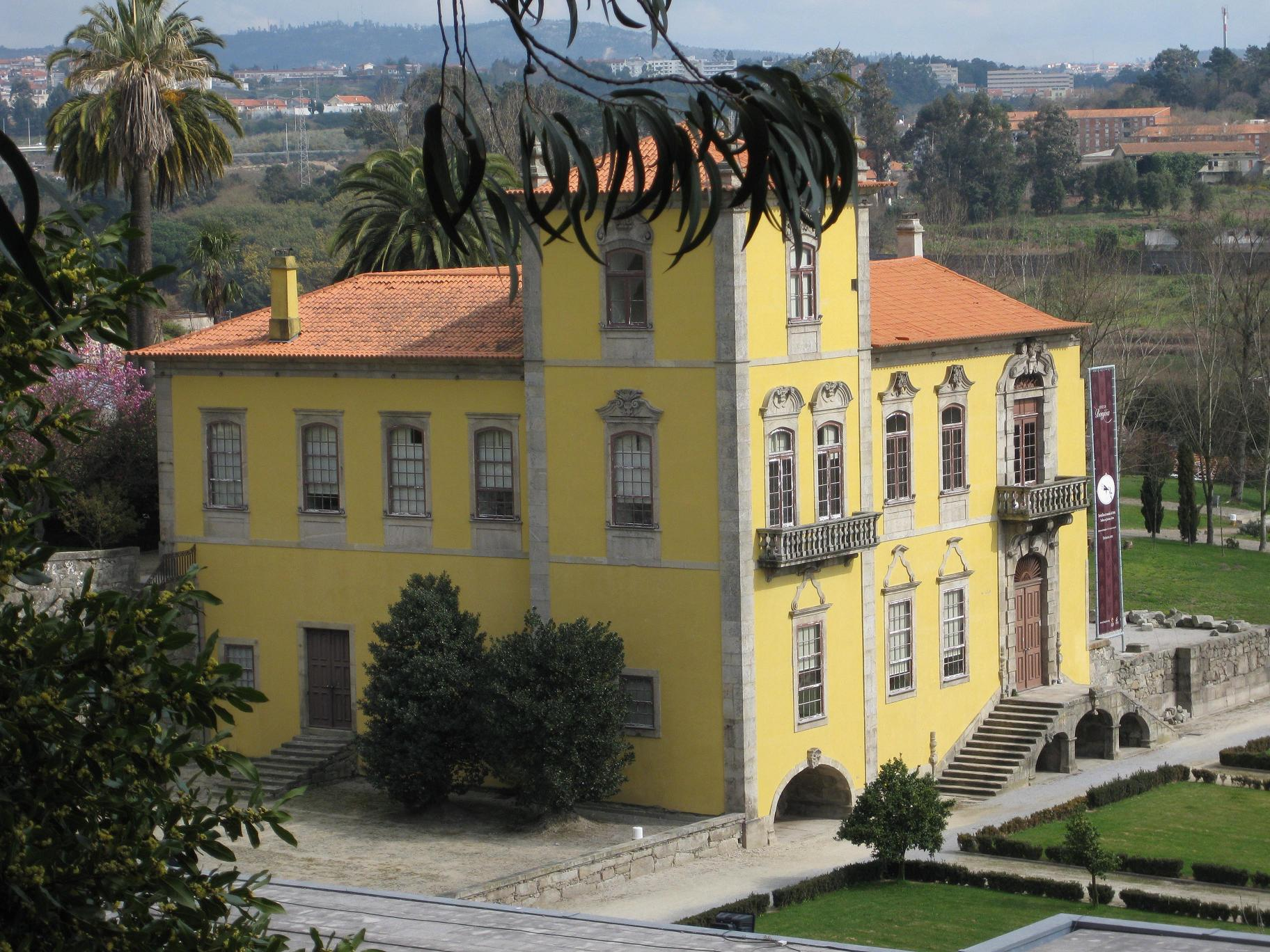
Casa de Bonjóia
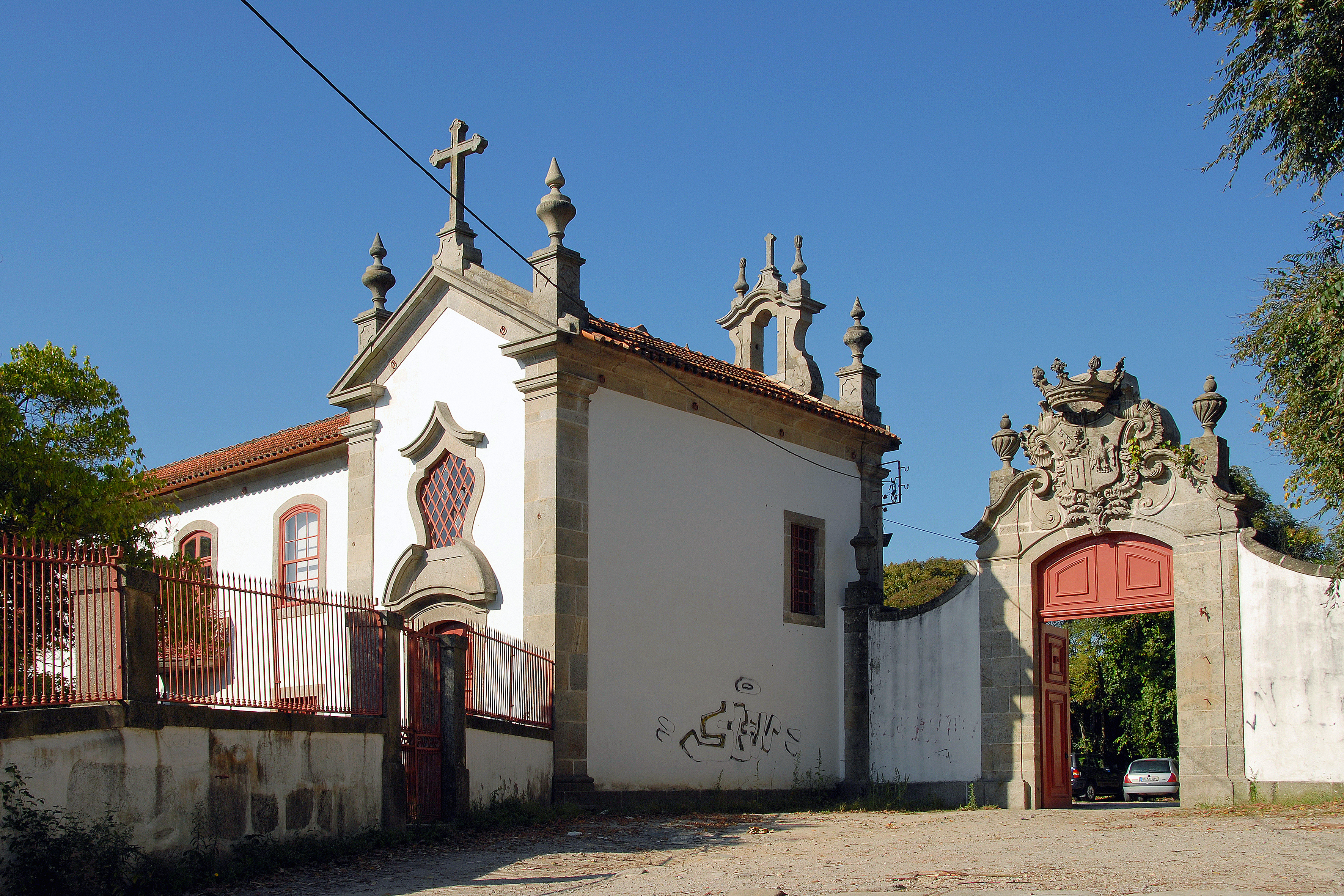
Quinta da Revolta - toegangspoort en kapel

### Parque de São RoqueenQuinta da Bela-Vista
Het Parque de São Roque, ook wel genoemd Quinta da Lameira, is een 4,5 ha groot park gelegen vlak bij het Estádio do Dragão. Het was privé-eigendom tot 1979, toen het werd aangekocht door de gemeente Porto en opengesteld voor het publiek. Het heeft een romantisch karakter met een fontein, een meer, schaduwrijke gebieden, een cirkelvormige tuinhuisje en een doolhof. De Quinta da Bela-Vista grenst direct aan het Parque de São Roque. Hier is in 1914 het eerste gebouw in Porto van gewapend beton gerealiseerd, het Instituto Moderno. Oorspronkelijk was dit een school voor basis- en voortgezet onderwijs en deels een internaat. In 1918 werd het gebruikt als noodhospitaal aangezien alle ziekenhuizen van de stad overvol waren wegens een vlektyfusepidemie. Tegenwoordig is het een kazerne van de PSP (Polícia de Segurança Pública, Politie voor Openbare Veiligheid).

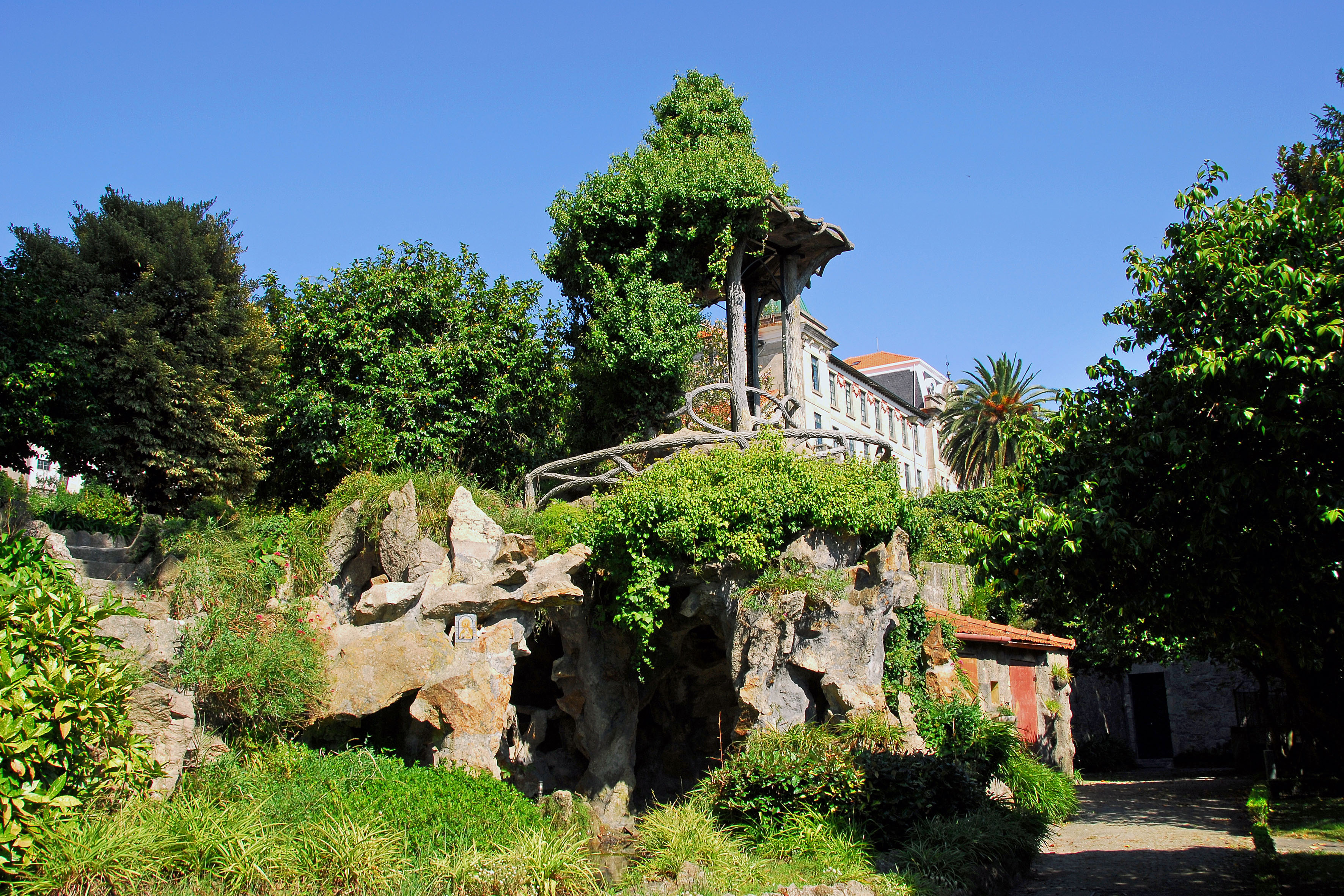
Parque de São Roque
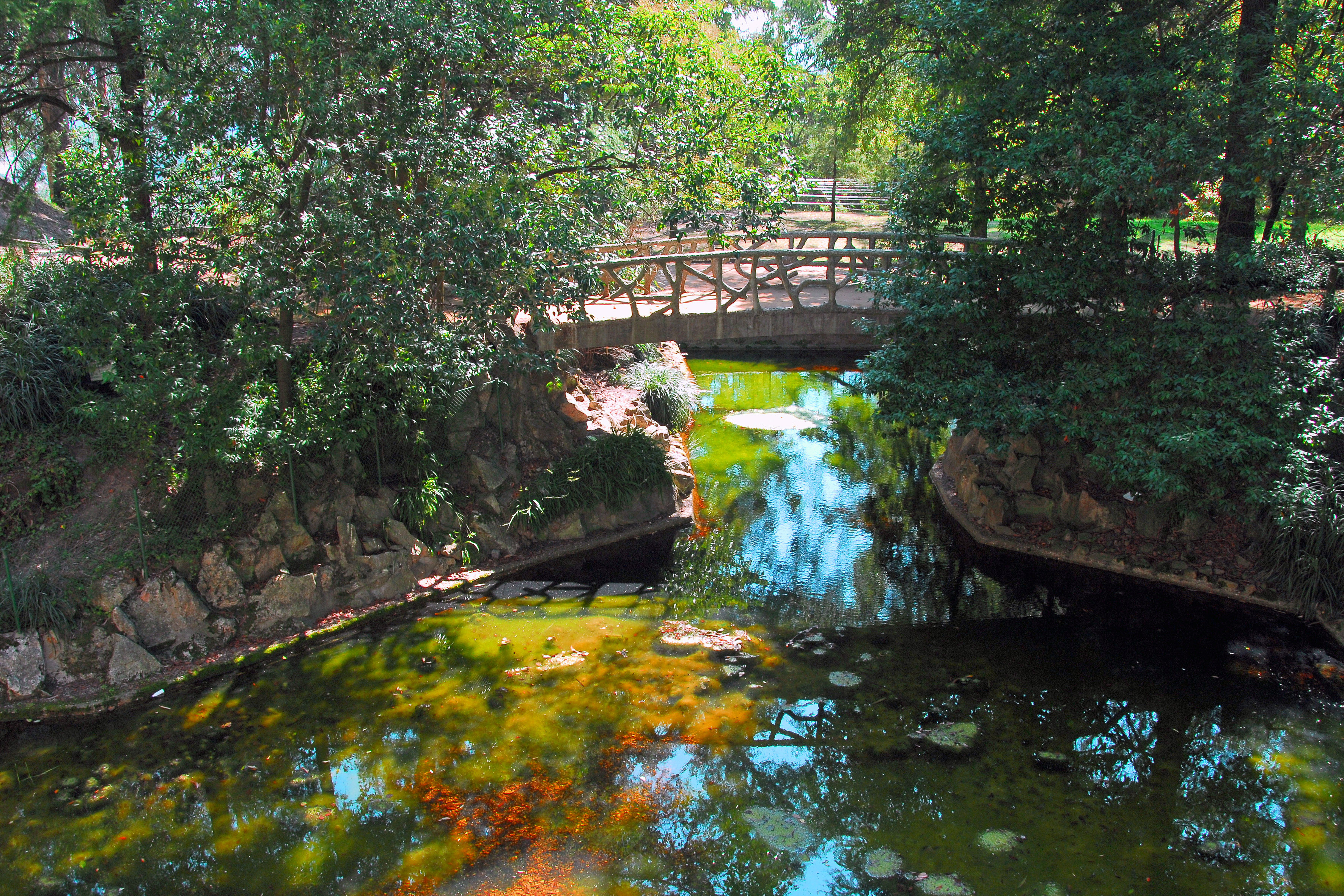
Parque de São Roque
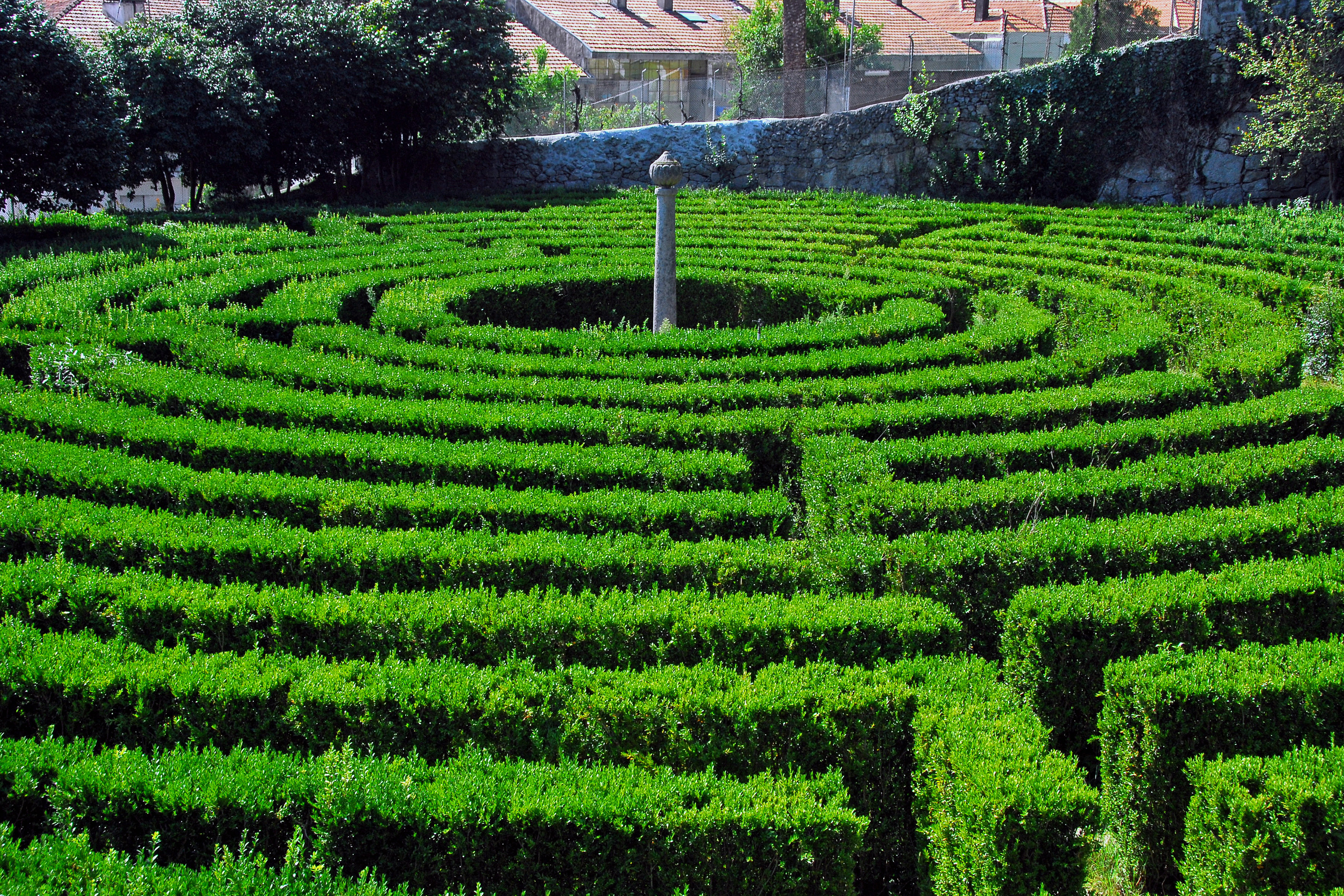
Parque de São Roque
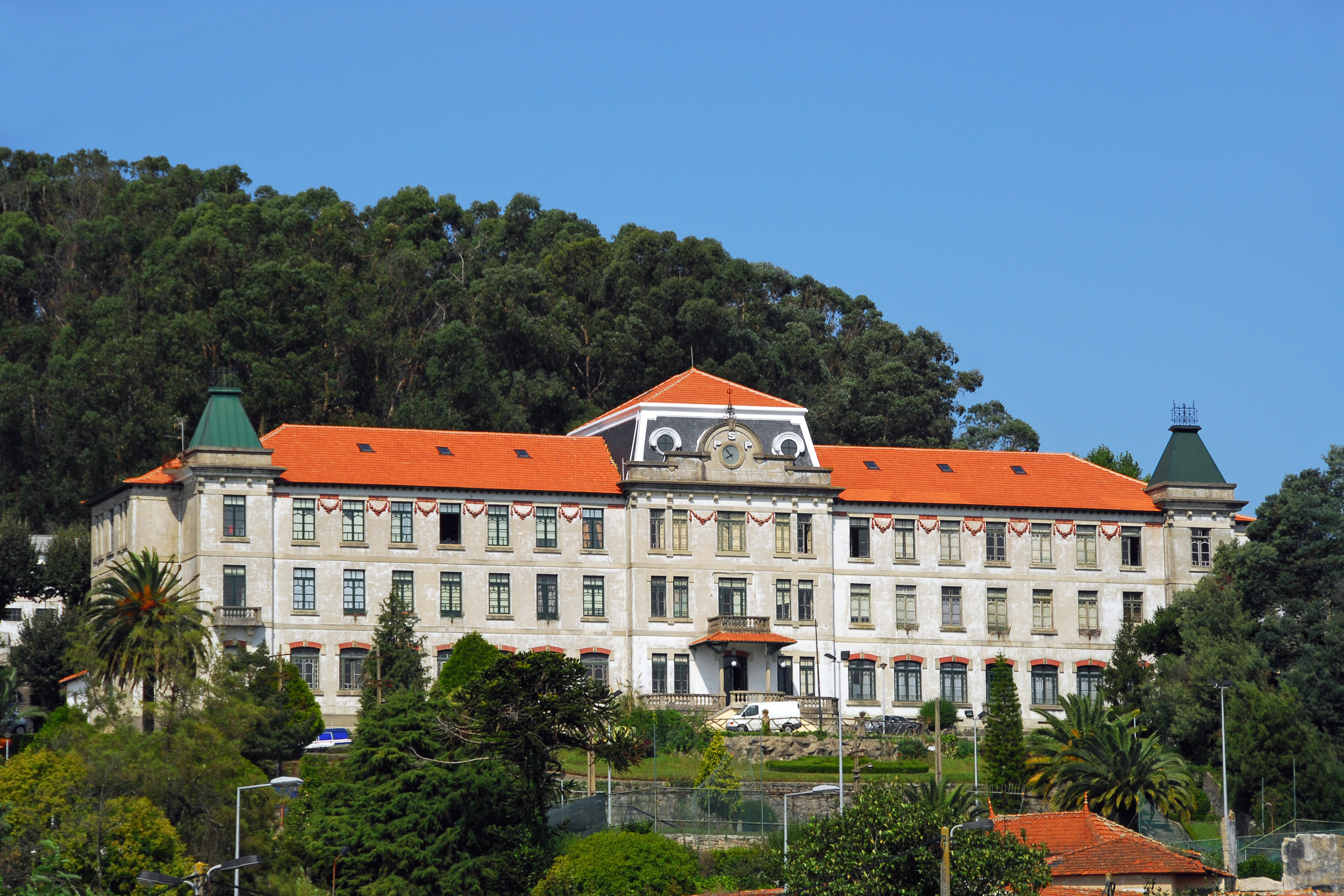
Instituto Moderno